# Fluminicola turbiniformis
Fluminicola turbiniformis är en snäckart som först beskrevs av Tryon 1865.  Fluminicola turbiniformis ingår i släktet Fluminicola och familjen tusensnäckor. Inga underarter finns listade i Catalogue of Life.